# Мусаев, Эльмар Расим оглы
Эльма́р Раси́м оглы́ (Эльмар Расимович) Муса́ев (род. 20 июня 1971 года) — российский онколог, член-корреспондент РАН (2019).

## Биография
Родился 20 июня 1971 года.
В 1993 году — окончил Азербайджанский государственный медицинский университет.
С 1993 по 1999 годы — проходил интернатуру, ординатуру, аспирантуру в Российском онкологическом научном центре имени Н. Н. Блохина на базе отделения общей онкологии, и в дальнейшем работает.
В 1999 году — защитил кандидатскую диссертацию, тема: «Опухоли крестца (клиника, диагностика, лечение)».
В 2008 году — защитил докторскую диссертацию, тема: «Современные подходы к хирургическому лечению опухолей костей таза».
С 2006 года — руководитель вновь созданного отделения вертебральной хирургии.
В январе 2016 года — присвоено почётное учёное звание профессора РАН.
В 2019 году — избран член-корреспондентом РАН.

## Научная деятельность
Специалист в области патофизиологии опорно-двигательного аппарата и клинической онкологии.
Автор более 90 научных работ, 4 монографий, 2 глав в национальных руководствах по онкологии, 2 патентов на изобретение (данные на 2020 год).
Основные направления научной деятельности связаны с фундаментальными исследованиями в области патофизиологических процессов в онкологии.
Ведёт педагогическую работу на кафедре онкологии Сеченовского университета.

## Награды
- Медаль «Прогресс» (1 июня 2016 года, Азербайджан) — за заслуги в области укрепления дружбы между народами и развития азербайджанской диаспоры[2]